# 拉尔夫·埃德斯特伦
拉尔夫·埃德斯特伦（瑞典語：Ralf Edström，1952年10月7日—），瑞典男子足球运动员，司职前锋。他曾代表瑞典国家队参加1974年和1978年国际足联世界杯，其中1974年世界杯止步第二轮，1978年世界杯止步第一轮。